# 1960年
1960年（1960 ねん）は、西暦（グレゴリオ暦）による、金曜日から始まる閏年。昭和35年。
アフリカにおいて当時西欧諸国の植民地であった地域の多数が独立を達成した年であることにちなみ、アフリカの年と呼ばれる。

## 他の紀年法
- 干支：庚子（かのえ ね）
- 日本（月日は一致）
  - 昭和35年
  - 皇紀2620年
- 中華民国（月日は一致）
  - 中華民国49年
- 韓国・朝鮮（月日は一致）
  - 檀紀4293年
  - 主体49年
- 仏滅紀元：2502年 - 2503年
- イスラム暦：1379年7月2日 - 1380年7月12日
- ユダヤ暦：5720年4月1日 - 5721年4月12日
- 修正ユリウス日(MJD)：36934 - 37299
- リリウス日(LD)：137775 - 138140

※檀紀は、大韓民国で1948年に法的根拠を与えられたが、1962年からは公式な場では使用されていない。

※主体暦は、朝鮮民主主義人民共和国で1997年に制定された。

## カレンダー
| 1月 |    |    |    |    |    |    |
| 日  | 月 | 火 | 水 | 木 | 金 | 土 |
|     |    |    |    |    | 1  | 2  |
| 3   | 4  | 5  | 6  | 7  | 8  | 9  |
| 10  | 11 | 12 | 13 | 14 | 15 | 16 |
| 17  | 18 | 19 | 20 | 21 | 22 | 23 |
| 24  | 25 | 26 | 27 | 28 | 29 | 30 |
| 31  |    |    |    |    |    |    |
|     |    |    |    |    |    |    |

| 2月 |    |    |    |    |    |    |
| 日  | 月 | 火 | 水 | 木 | 金 | 土 |
|     | 1  | 2  | 3  | 4  | 5  | 6  |
| 7   | 8  | 9  | 10 | 11 | 12 | 13 |
| 14  | 15 | 16 | 17 | 18 | 19 | 20 |
| 21  | 22 | 23 | 24 | 25 | 26 | 27 |
| 28  | 29 |    |    |    |    |    |
|     |    |    |    |    |    |    |

| 3月 |    |    |    |    |    |    |
| 日  | 月 | 火 | 水 | 木 | 金 | 土 |
|     |    | 1  | 2  | 3  | 4  | 5  |
| 6   | 7  | 8  | 9  | 10 | 11 | 12 |
| 13  | 14 | 15 | 16 | 17 | 18 | 19 |
| 20  | 21 | 22 | 23 | 24 | 25 | 26 |
| 27  | 28 | 29 | 30 | 31 |    |    |
|     |    |    |    |    |    |    |

| 4月 |    |    |    |    |    |    |
| 日  | 月 | 火 | 水 | 木 | 金 | 土 |
|     |    |    |    |    | 1  | 2  |
| 3   | 4  | 5  | 6  | 7  | 8  | 9  |
| 10  | 11 | 12 | 13 | 14 | 15 | 16 |
| 17  | 18 | 19 | 20 | 21 | 22 | 23 |
| 24  | 25 | 26 | 27 | 28 | 29 | 30 |
|     |    |    |    |    |    |    |

| 5月 |    |    |    |    |    |    |
| 日  | 月 | 火 | 水 | 木 | 金 | 土 |
| 1   | 2  | 3  | 4  | 5  | 6  | 7  |
| 8   | 9  | 10 | 11 | 12 | 13 | 14 |
| 15  | 16 | 17 | 18 | 19 | 20 | 21 |
| 22  | 23 | 24 | 25 | 26 | 27 | 28 |
| 29  | 30 | 31 |    |    |    |    |
|     |    |    |    |    |    |    |

| 6月 |    |    |    |    |    |    |
| 日  | 月 | 火 | 水 | 木 | 金 | 土 |
|     |    |    | 1  | 2  | 3  | 4  |
| 5   | 6  | 7  | 8  | 9  | 10 | 11 |
| 12  | 13 | 14 | 15 | 16 | 17 | 18 |
| 19  | 20 | 21 | 22 | 23 | 24 | 25 |
| 26  | 27 | 28 | 29 | 30 |    |    |
|     |    |    |    |    |    |    |

| 7月 |    |    |    |    |    |    |
| 日  | 月 | 火 | 水 | 木 | 金 | 土 |
|     |    |    |    |    | 1  | 2  |
| 3   | 4  | 5  | 6  | 7  | 8  | 9  |
| 10  | 11 | 12 | 13 | 14 | 15 | 16 |
| 17  | 18 | 19 | 20 | 21 | 22 | 23 |
| 24  | 25 | 26 | 27 | 28 | 29 | 30 |
| 31  |    |    |    |    |    |    |
|     |    |    |    |    |    |    |

| 8月 |    |    |    |    |    |    |
| 日  | 月 | 火 | 水 | 木 | 金 | 土 |
|     | 1  | 2  | 3  | 4  | 5  | 6  |
| 7   | 8  | 9  | 10 | 11 | 12 | 13 |
| 14  | 15 | 16 | 17 | 18 | 19 | 20 |
| 21  | 22 | 23 | 24 | 25 | 26 | 27 |
| 28  | 29 | 30 | 31 |    |    |    |
|     |    |    |    |    |    |    |

| 9月 |    |    |    |    |    |    |
| 日  | 月 | 火 | 水 | 木 | 金 | 土 |
|     |    |    |    | 1  | 2  | 3  |
| 4   | 5  | 6  | 7  | 8  | 9  | 10 |
| 11  | 12 | 13 | 14 | 15 | 16 | 17 |
| 18  | 19 | 20 | 21 | 22 | 23 | 24 |
| 25  | 26 | 27 | 28 | 29 | 30 |    |
|     |    |    |    |    |    |    |

| 10月 |    |    |    |    |    |    |
| 日   | 月 | 火 | 水 | 木 | 金 | 土 |
|      |    |    |    |    |    | 1  |
| 2    | 3  | 4  | 5  | 6  | 7  | 8  |
| 9    | 10 | 11 | 12 | 13 | 14 | 15 |
| 16   | 17 | 18 | 19 | 20 | 21 | 22 |
| 23   | 24 | 25 | 26 | 27 | 28 | 29 |
| 30   | 31 |    |    |    |    |    |
|      |    |    |    |    |    |    |

| 11月 |    |    |    |    |    |    |
| 日   | 月 | 火 | 水 | 木 | 金 | 土 |
|      |    | 1  | 2  | 3  | 4  | 5  |
| 6    | 7  | 8  | 9  | 10 | 11 | 12 |
| 13   | 14 | 15 | 16 | 17 | 18 | 19 |
| 20   | 21 | 22 | 23 | 24 | 25 | 26 |
| 27   | 28 | 29 | 30 |    |    |    |
|      |    |    |    |    |    |    |

| 12月 |    |    |    |    |    |    |
| 日   | 月 | 火 | 水 | 木 | 金 | 土 |
|      |    |    |    | 1  | 2  | 3  |
| 4    | 5  | 6  | 7  | 8  | 9  | 10 |
| 11   | 12 | 13 | 14 | 15 | 16 | 17 |
| 18   | 19 | 20 | 21 | 22 | 23 | 24 |
| 25   | 26 | 27 | 28 | 29 | 30 | 31 |
|      |    |    |    |    |    |    |

## できごと

### 1月
- 1月1日
  - カメルーンがフランスから独立。「アフリカの年」での独立第一号[要出典]。
- 1月2日 - ジョン・F・ケネディが大統領選に出馬表明。
- 1月5日 - 閣議、貿易為替自由化促進閣僚会議の設置を決定[1]。
- 1月6日 - 神奈川県横須賀市の日本医療伝道会衣笠病院で出火。産婦や新生児など死者16名[1]。
- 1月7日
  - 千葉真一がテレビドラマ『新七色仮面』で主演デビューを果たす。
  - アメリカ海軍がポラリスミサイルの発射テストを実施。
- 1月16日 - 中野好夫、吉野源三郎らが沖縄資料センターを設立[2]。
- 1月19日
  - アスワン・ハイ・ダムの建設始まる。
  - 日米相互協力及び安全保障条約（新安保条約）調印[3]。
- 1月24日 - 民主社会党結成大会[4]。
- 1月27日 - ソ連が対日覚書で新安保条約を非難し、外国軍隊が撤退しない限り、歯舞・色丹は引き渡さないと通告[3]。

### 2月
- 2月1日 ‐ 米国グリーンズボロ (ノースカロライナ州)で人種差別に抗議するシット・イン
- 2月13日
  - フランスが、サハラ砂漠で初の原子爆弾実験。アメリカ合衆国、ソビエト連邦（現在のロシア）、イギリスに次ぐ第4の核兵器保有国となる。
  - ナッシュビル座り込み始まる。
- 2月23日 - 皇太子明仁親王と同妃美智子夫妻の第1子として、浩宮徳仁親王（今上天皇、第126代天皇：徳仁、上皇第一皇男子）が誕生する。同日は、2020年(令和2年)以降の天皇誕生日[5]。

### 3月
- 3月15日 - 韓国で大統領選挙実施。馬山で不正選挙があったとして騒乱事件が起こる。
- 3月16日 - 全日空DC-3型機と航空自衛隊F-86戦闘機が滑走路上で衝突、両機とも大破。全日空機の乗客2人と客室乗務員1人死亡。全日空小牧空港衝突事故。
- 3月17日 - ノースウエスト航空710便空中分解事故（英語版）発生。
- 3月30日 - 映画「ベン・ハー」が日本で公開される。このとき天皇・皇后が招かれ、日本映画史上初の天覧上映となる。

### 4月
- 4月

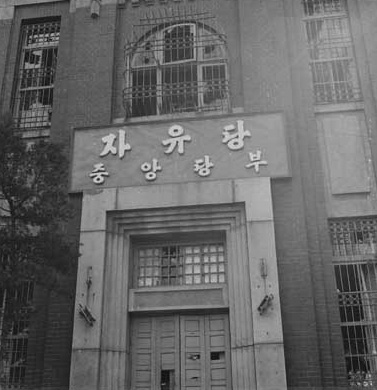
四月革命で市民の襲撃対象となった与党・自由党本部

  - 三越創立50周年記念として、東京都中央区日本橋の三越本店に佐藤玄々による天女像が造立。
  - 宝ビニール工業所から「ダッコちゃん」発売（180円）。
- 4月1日
  - 夕刊紙「東京スポーツ」が創刊。
  - 東海ラジオ放送、秋田放送テレビ、 山形放送テレビが開局。
- 4月4日　- セネガル独立。
- 4月19日
  - 韓国で李承晩打倒を叫ぶ市民が蜂起し（4.19人民蜂起）、警察と衝突。同日午後に戒厳令が布告されるも大学教員までもがデモに参加するなど反政権への勢いが強まる（四月革命）。
  - 南西アフリカ人民機構（SWAPO）が結成、サム・ヌジョマを議長に選出。
- 4月26日 - 韓国の李承晩大統領が退陣声明、翌27日に辞表を提出。
- 4月27日 - トーゴ、フランスの信託統治領から独立へ。
- 4月30日 - ソニーが世界初のトランジスタテレビを発売[6]。

### 5月
- 5月1日 - U-2撃墜事件発生。

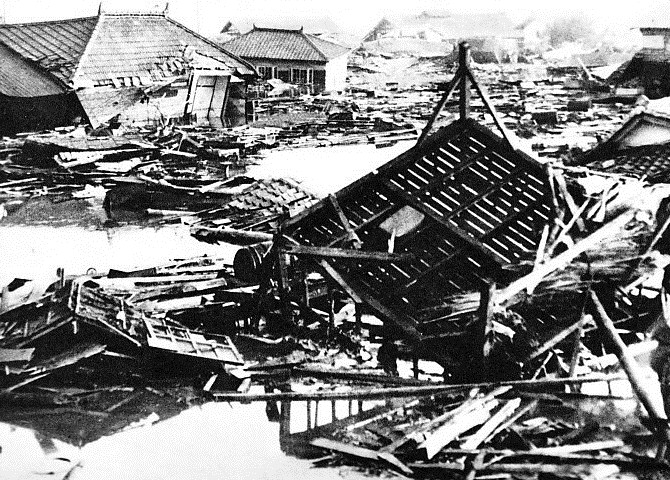
チリ地震による津波で壊滅的打撃を受けた釜石市内

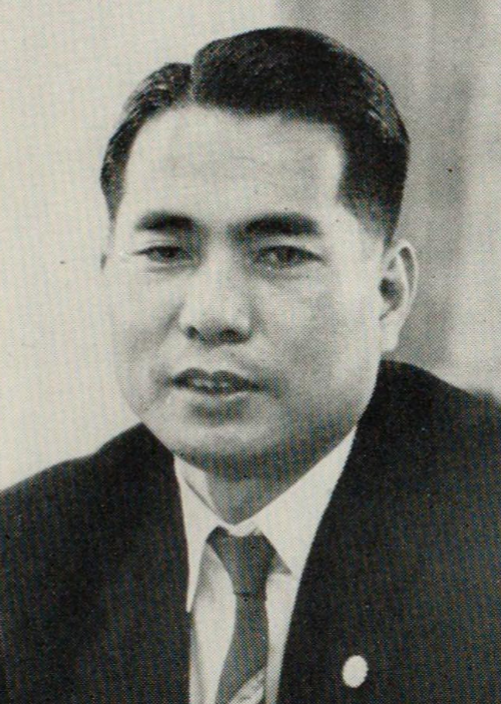
創価学会第三代会長に就任した池田大作

- 5月3日 - 創価学会第三代会長に池田大作が就任。
- 5月8日 - 東急ホテルチェーンの1号店として銀座東急ホテルが開業。
- 5月16日 - 雅樹ちゃん誘拐事件発生（5月19日に人質が殺害）[7]。
- 5月22日 - M⒐5のチリ地震発生。翌日、日本でも津波で大きな被害。
- 5月27日 - 1960年トルコクーデター（英語版）

### 6月

ボドム湖殺人事件の現場検証

- 6月3日 - ジュークボックスやスロットマシン販売・リース業の「日本娯楽物産」設立（現在のセガの前身）
- 6月5日 - フィンランドのボドム湖でキャンプ中の4人の青年が何者かに襲撃され、3人死亡・1人重傷（ボドム湖殺人事件）。
- 6月10日 - 安保闘争: 東京国際空港でジェイムズ・ハガティ米大統領報道官の一行がデモ隊に包囲され、アメリカ海兵隊のヘリに救助[8]。（ハガチー事件）
- 6月15日
  - 改定安保条約批准阻止の全学連7000人が国会に突入。樺美智子死亡[8]。
  - 韓国で憲法が改正され、第二共和国が成立。
- 6月19日
  - 新安保条約が自然成立[8]。
  - F1ベルギーグランプリの決勝レースにてドライバー2名が死亡（暗黒の週末）。
  - 開場したばかりのシャーロットモータースピードウェイでNASCARのレース第1回ワールド600（英語版）が開催されジョー・リー・ジョンソン（英語版）がレースの初開催で優勝
- 6月20日
  - スリランカ首相にシリマヴォ・バンダラナイケが就任（世界初の女性首相）。
  - ノロドム・スラマリット国王の死去で空位になってたカンボジア王国国家元首にノロドム・シハヌーク元国王が就任（王位には復帰せず）。
  - 日本専売公社が「ハイライト」を発売[9]。
- 6月23日 - 日米安保条約と日米地位協定が発効。旧日米安保条約と日米行政協定が失効。
- 6月26日 - マダガスカルがフランスより独立。
- 6月30日 - コンゴ共和国（コンゴ・レオポルドヴィル）がベルギーより独立[10]。

### 7月
- 7月1日
  - 大阪市営地下鉄御堂筋線の西田辺駅 - 我孫子駅間が開業（1987年に中百舌鳥駅まで延長）。
- 7月5日 - コンゴ共和国（コンゴ・レオポルドヴィル）で兵士による反乱が開始される（コンゴ動乱の勃発）[11]。
- 7月11日 - ベルギーの支持を得たモイーズ・チョンベが南部カタンガ州のコンゴ共和国（コンゴ・レオポルドヴィル）からの独立を宣言[12]。
- 7月14日 - 岸信介首相が池田新自民党総裁就任祝賀会からの帰路、暴漢の襲撃を受け重傷を負う[13]。
- 7月15日
  - 岸内閣総辞職[13]。
  - アメリカ合衆国カリフォルニア州ロサンゼルスのロサンゼルス・メモリアル・コロシアムにおいて行われた民主党の党大会において、大統領候補のジョン・F・ケネディが「ニューフロンティア」を掲げた演説を行う。
- 7月17日 - アメリカ合衆国カリフォルニア州アナハイムにあるディズニーランドが開園5周年を迎えた。
- 7月18日 - 第35臨時国会召集（7月22日閉会）[14]。
- 7月19日 - 第1次池田内閣成立[14]。厚生大臣に中山マサが就任（初の女性大臣）[14]。
- 7月24日 - 滋賀県大津市の比叡山ドライブウェイで観光バスが谷底に転落する事故が発生、死者28名負傷者14名を出す[15]。
- 7月27日 - 経済協力開発機構（OECD）創設。

### 8月

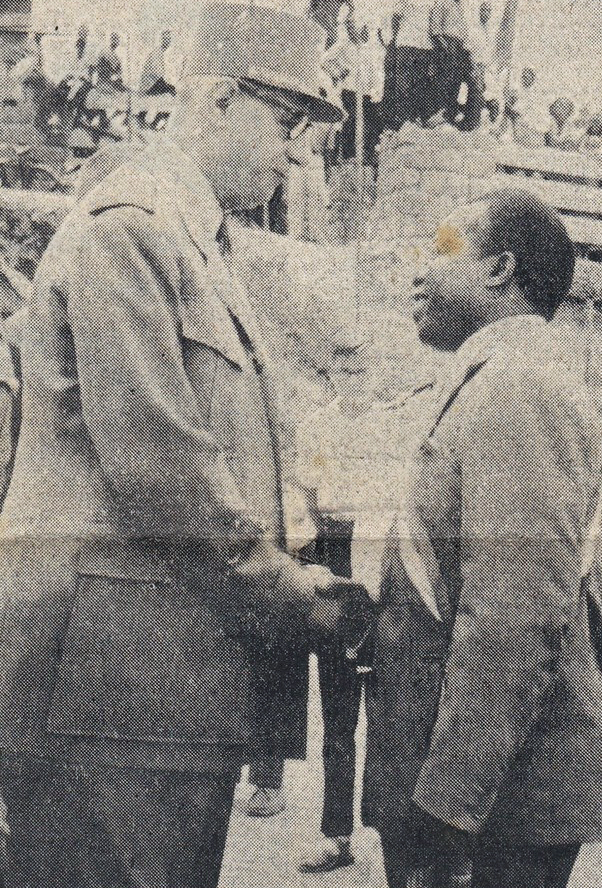
シャルル・ド・ゴールと中央アフリカ共和国初代大統領となるバルテレミー・ボガンダ

- 8月 - ベナンなど、アフリカで独立相次ぐ。
- 8月1日
  - 大湊田名部市がむつ市に改名。日本で最初のひらがなの市となる。
  - 第3次山谷暴動。
- 8月11日 - チャドが独立。
- 8月13日 - 中央アフリカ共和国独立。
- 8月15日 - コンゴ共和国がフランスから独立。
- 8月20日 - ソ連のスプートニク5号が世界で初めて生物（ベルカとストレルカほか）を宇宙から生還させることに成功。
- 8月25日 - ローマオリンピック開幕。

### 9月
- 9月10日 - 日本でカラーテレビの本放送開始[16]。
- 9月14日 - 石油輸出国機構（OPEC）結成。
- 9月24日 - 国際開発協会（第二世界銀行）設立。
- 9月26日 - 1960年アメリカ合衆国大統領選挙でジョン・F・ケネディとリチャード・ニクソンの第1回テレビ討論開催。アメリカ合衆国大統領選挙史上初のテレビ討論。

### 10月

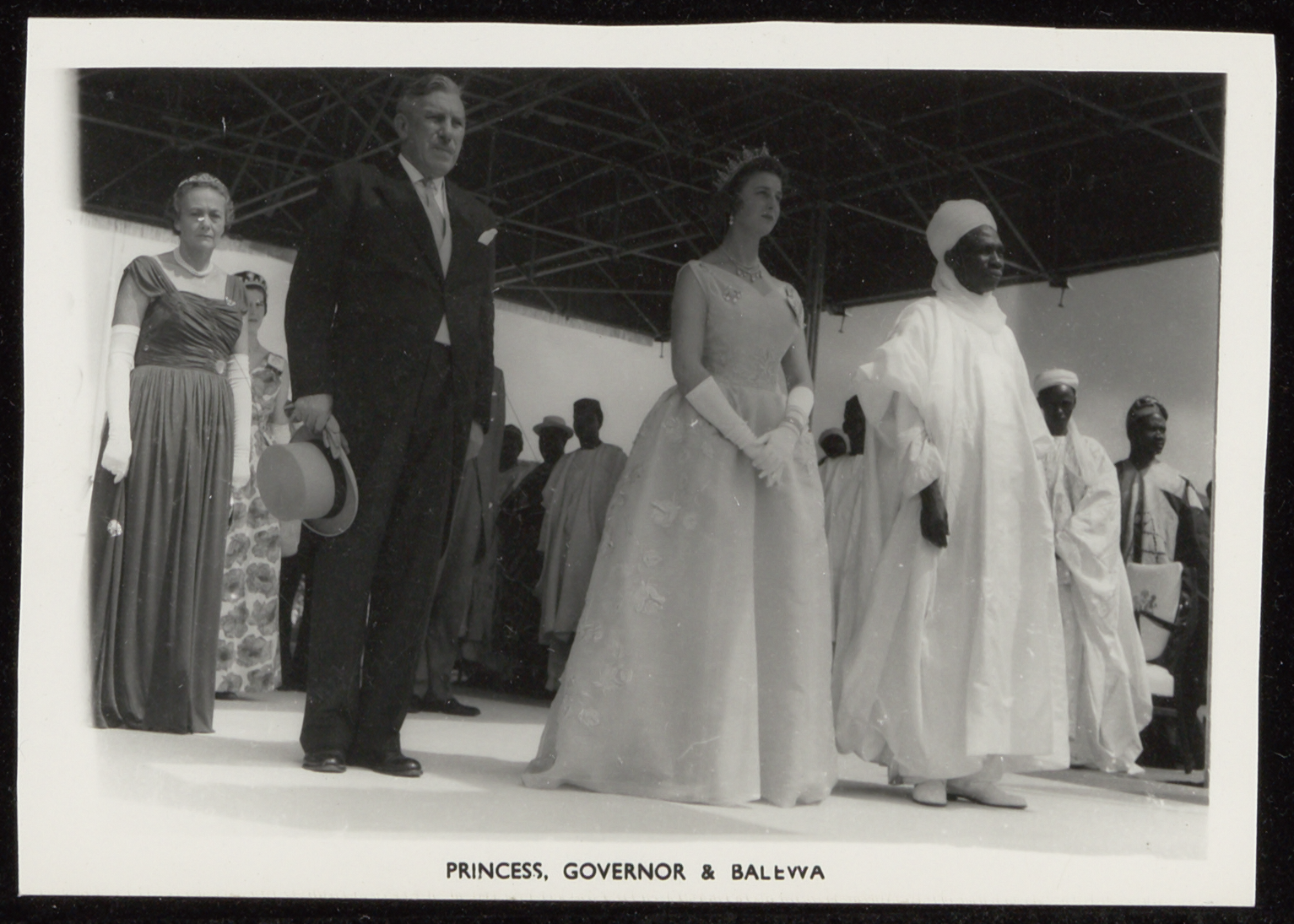
ナイジェリアの独立式典。右側の人物がナイジェリア首相アブバカル・タファワ・バレレワ

- 10月1日 - ナイジェリアがイギリス連邦内の自治領として独立。
- 10月2日 - 大洋が6年連続最下位からセ・リーグ優勝[17]。
- 10月12日 - 東京・日比谷公会堂で開かれた3党首立会演説会で日本社会党の浅沼稲次郎委員長が演説中、右翼の少年（当時17歳）に刺され死亡（浅沼稲次郎暗殺事件）[18]。
- 10月15日 - 大洋が日本シリーズで大毎下しストレート4連勝(4タテ)で日本一[18]。
- 10月17日 - 第36国会召集（10月24日解散）[18]。
- 10月19日 - 現行の生活保護水準は低すぎると訴えた朝日訴訟で東京地裁は原告勝訴の判決を下す[18]。
- 10月24日
  - 衆議院解散（安保解散）[19]。
  - 朝日新聞社などにより、教育設備助成会（現・ベルマーク教育助成財団）設立（ベルマーク運動の始まり）。
- 10月25日 - 横田喜三郎が第3代最高裁判所長官に就任。

### 11月
- 11月1日 - ベネルクス三国で自由貿易に加え経済的統合を目指してベネルクス経済連合が発足。
- 11月2日 - 浅沼稲次郎暗殺事件を起こした17歳少年が東京少年鑑別所の単独室内で自殺[19]。
- 11月8日 - アメリカ合衆国大統領選挙の選挙人投票で、ジョン・F・ケネディの当選が確実になる。
- 11月11日 - 南ベトナムで軍事クーデター未遂事件起こる。
- 11月16日 - モスクワでの世界共産党会議でアルバニア労働党のエンヴェル・ホッジャがソ連共産党を修正主義として非難。
- 11月19日 - 巨人の水原茂監督が勇退し、後任に川上哲治ヘッドコーチが昇格。
- 11月20日 - 第29回衆議院議員総選挙投票（1963年10月23日解散（ムード解散、所得倍増解散、予告解散））[20]。
- 11月26日 - ニュージーランド総選挙。キース・ホリオーク率いる国民党がウォルター・ナッシュ首相率いる労働党を破って、政権交代。
- 11月28日 - モーリタニア独立。同年内でのアフリカ植民地独立が終了。
- 11月29日 - ラジオ東京（略称：KRT）が東京放送（略称：TBS）に社名変更。

### 12月
- 12月 - 石川島重工業と播磨造船所が合併し、石川島播磨重工業（現：IHI）が発足。
- 12月2日 - 俳優の石原裕次郎と女優の北原三枝が結婚[21]。
- 12月4日 - 都営1号線 押上駅 - 浅草橋駅間が開業、京成電鉄と相互乗り入れを開始（日本初の地下鉄と郊外電車の相互乗り入れ）[22]。
- 12月5日 - 第37特別国会召集（12月22日閉会）[23]。
- 12月12日 - 日米コカ・コーラボトリング（当時の社名：日米飲料。後の北九州コカ・コーラボトリング→〈旧〉コカ・コーラウエスト→コカ・コーラボトラーズジャパン）設立。
- 12月16日 - 1960年ニューヨーク空中衝突事故発生。
- 12月20日 - 南ベトナム解放民族戦線結成。
- 12月26日 - 第38国会召集（1961年6月8日閉会）。
- 12月27日 - 池田首相、所得倍増計画を発表[24]。

## スポーツ
- 大相撲（幕内最高優勝）
  - 初場所　栃錦清隆
  - 春場所　若乃花幹士
  - 夏場所　若三杉彰晃
  - 名古屋場所　若乃花幹士
  - 秋場所　若乃花幹士
  - 九州場所　大鵬幸喜
- 野球
  - プロ野球
    - セ・リーグ優勝　大洋ホエールズ
    - パ・リーグ優勝　大毎オリオンズ
    - 日本シリーズ優勝　大洋ホエールズ（4勝0敗）

  - 学生野球
    - 東京六大学野球早慶六連戦
    - 第32回選抜高等学校野球大会優勝　高松商業（香川県）
    - 第42回全国高等学校野球選手権大会優勝　法政二（神奈川県）

## 芸術・文化

### 音楽
- パーシー・フェイス楽団 「夏の日の恋」
- サム・クック 「ワンダフル・ワールド」「チェイン・ギャング」
- チャビー・チェッカー 「ザ・ツイスト」
- ドリフターズ 「ラストダンスは私に」
- モーリス・ウィリアムスとゾディアックス 「ステイ」
- ハリウッド・アーガイルズ 「アーリー・ウープ」
- ザ・ベンチャーズ 「急がば廻れ」
- シャドウズ 「アパッチ」
- レイ・チャールズ 「我が心のジョージア」
- ブラザーズ・フォー 「グリーン・フィールズ」
- ポール・アンカ 「パピー・ラヴ」
- ニール・セダカ 「カレンダー・ガール」
- 西田佐知子「アカシアの雨がやむとき」
- 平尾昌晃「ミヨちゃん」
- 森山加代子「月影のナポリ」
- 坂本九「ステキなタイミング」
- フランク永井「好き 好き 好き」
- デューク・エイセス「寿限無の嘆き」
- 淡谷のりこ「忘れられないブルース」

### 文学
- 芥川賞
  - 第43回 - 北杜夫 『夜と霧の隅で』
  - 第44回 - 三浦哲郎 『忍ぶ川』
- 直木賞
  - 第43回 - 池波正太郎『錯乱』
  - 第44回 - 寺内大吉『はぐれ念仏』、黒岩重吾『背徳のメス』

### 映画
- アパートの鍵貸します
- 甘い生活
- 勝手にしやがれ
- 荒野の七人
- サイコ
- 情事
- 太陽がいっぱい
- 血を吸うカメラ
- 若者のすべて
- おとうと
- 青春残酷物語
- 日本の夜と霧
- 裸の島
- 笛吹川

### テレビ
- 放送開始
  - 6月1日 - 福井放送
  - 10月1日 - 秋田放送、山形放送、宮崎放送、琉球放送
- 番組
  - NHKきょうのニュース
  - それは私です
  - 人形劇 ブーフーウー
  - 快傑ハリマオ
  - 兼高かおる世界の旅
  - 少年探偵団
  - 白馬童子
  - ナショナルキッド
  - ララミー牧場

### ラジオ
- 4月1日 - 東海ラジオ放送開局。

### 流行語
- 声なき声
- 所得倍増計画
- 私はウソは申しません
- 家付き・カー付き・ババア抜き

### 宣伝広告
- コマーシャル

| キャッチフレーズなど            | 商品名など           | メーカー | 出演者 | 音楽                           |
| ------------------------------- | -------------------- | -------- | ------ | ------------------------------ |
| ♪カステラ一番、電話は二番       | カステラ             | 文明堂   | -      | ひばり児童合唱団（歌）         |
| はってすっきり                  | サロンパス           | 久光兄弟 | -      | -                              |
| ♪くりくり三角小さなドロップ     | ヴィックスドロップ   | 阪急共栄 | -      | 楠トシエ（歌）                 |
| ♪渡辺のジュースの素ですもう一杯 | 粉末ジュースの素     | 渡辺製菓 | -      | 土橋啓二（曲）・榎本健一（歌） |
| ♪パッとパラソルチョコレート     | パラソルチョコレート | 不二家   | -      | いずみたく                     |

- 新聞広告
  - お口の中は南極です
  - 洗って着るまで20分
  - 色は日立のお家芸
  - ビールつくり三代
  - 胸もとはホノボノ 足さきはポカポカ
  - 独身男性は電化する
  - ホロ馬車と彼女
  - 国産初の電子計算機オールシステム完成！
  - インスタント時代のスター！
  - 日本で最初のガスライター
  - ニッポンの誇りがまた一つ！

## 科学と技術
- セオドア・H・メイマンがレーザー装置を発明する[25]。

### ノーベル賞
- 物理学賞 - ドナルド・グレーザー（アメリカ）
- 化学賞 - ウィラード・リビー（アメリカ）
- 生理学・医学賞 - フランク・マクファーレン・バーネット（オーストラリア）、ピーター・メダワー（イギリス）
- 文学賞 - サン＝ジョン・ペルス（フランス）
- 平和賞 - アルバート・ルツーリ（南アフリカ）

## 誕生

### 1月
- 1月1日 - 青沼貴子、漫画家
- 1月1日 - 中森明夫、コラムニスト
- 1月1日 - 梁邦彦、キーボーディスト・作曲家・編曲家・音楽プロデューサー
- 1月1日 - 柳下正明、サッカー選手、監督
- 1月2日 - 浦沢直樹、漫画家
- 1月2日 - 井坂聡、映画監督
- 1月3日 - 山﨑浩子、新体操選手
- 1月5日 - 藤巻幸夫、実業家（+ 2014年）
- 1月6日 - 大場久美子、タレント
- 1月6日 - 前田雄吉、政治家
- 1月6日 - 高田誠一、歌手（元BLACK CATS）（+ 2004年）
- 1月6日 - ナタリア・ベステミアノワ、フィギュアスケート選手
- 1月7日 - 広木政人、プロ野球選手
- 1月8日 - ランディ・レディ、元プロ野球選手
- 1月9日 - 斎藤肇、推理作家
- 1月9日 - 西村徳文、元プロ野球選手
- 1月10日 - ケルビン・トーベ、元プロ野球選手
- 1月12日 - ドミニク・ウィルキンス、元バスケットボール選手
- 1月12日 - マイク・マーシャル、元プロ野球選手
- 1月16日 - 野田雲平、元プロ野球選手
- 1月21日 - 加藤高道、歌手・作曲家
- 1月21日 - 永野護、メカニックデザイナー・漫画家
- 1月22日 - 岡部まり、タレント
- 1月22日 - マイケル・ハッチェンス、歌手（INXS）（+ 1997年）
- 1月23日 - 錦織健、声楽家
- 1月25日 - ならはしみき、声優
- 1月25日 - JILL、歌手・作詞家・作曲家
- 1月25日 - 良川昌美、元プロ野球選手
- 1月25日 - 荒木由美子、歌手・女優・タレント
- 1月25日 - 平谷美樹、小説家
- 1月27日 - 清水ミチコ、タレント
- 1月27日 - 柘植伊佐夫、ヘアメイクアップアーティスト、ビューティーディレクター
- 1月28日 - 倉阪鬼一郎、小説家・俳人

### 2月
- 2月1日 - 山本直樹（森山塔）、漫画家
- 2月1日 - 渡辺英樹、ミュージシャン（C-C-B）、ベーシスト（+ 2015年）
- 2月1日 - マーク・ダッドソン、声優（+ 2024年）
- 2月2日 - ウィチット・チットウィマーン、外交官
- 2月3日 - ヨアヒム・レーヴ、元サッカー選手、サッカー指導者
- 2月4日 - 原田泉、プロデューサー
- 2月5日 - 樹なつみ、漫画家
- 2月6日 - 後藤祝秀、元プロ野球選手
- 2月7日 - 松本保典、声優
- 2月8日 - 知吹愛弓、アニメーション監督
- 2月8日 - ベニグノ・アキノ3世、第15代フィリピン共和国大統領、ベニグノ・アキノとコラソン・アキノの息子（+ 2021年）
- 2月9日 - 石川優吾、漫画家
- 2月10日 - 及川眠子、作詞家
- 2月10日 - 竹原芳子、女優
- 2月10日 - 井亀あおい、『アルゴノオト あおいの日記』著者 （+ 1977年）
- 2月13日 - 山本百合子、声優
- 2月14日 - ジム・ケリー、アメリカンフットボール選手
- 2月17日 - 青木菜な、声優
- 2月18日 - ガゼボ、歌手
- 2月19日 - ヨーク公爵アンドルー王子、英国女王エリザベス2世次男
- 2月19日 - ジョン・ポールJr.、レーシングドライバー （+ 2020年）
- 2月20日 - 河森正治、メカニックデザイナー、アニメ監督
- 2月20日 - ビクトル・メサ、野球選手
- 2月21日 - 高屋良樹、漫画家
- 2月23日 - 徳仁、第126代天皇（令和時代）
- 2月25日 - 二宮清純、評論家、スポーツジャーナリスト
- 2月25日 - あべさより、漫画家
- 2月27日 - 山田真美、作家
- 2月27日 - 山下芳生、政治家
- 2月28日 - 大川透[26]、声優
- 2月29日 - 平松広和、俳優、声優

### 3月
- 3月3日 - チャック・ケアリー、元プロ野球選手
- 3月3日 - Chachamaru、ギタリスト、作曲家、編曲家
- 3月3日 - 平川雅敏、プロ野球選手
- 3月5日 - 成田美名子、漫画家
- 3月6日 - ルイス・カルロス・ペレイラ、元サッカー選手
- 3月6日 - 鳥飼否宇、小説家
- 3月7日 - イワン・レンドル、テニス選手
- 3月7日 - ジョー・カーター、メジャーリーガー
- 3月9日 - 斉藤祐子、声優
- 3月10日 - 熊谷真美、女優・タレント
- 3月11日 - 佐藤順一、アニメ監督
- 3月12日 - 野宮真貴、ミュージシャン、歌手（元ポータブル・ロック、ピチカート・ファイヴ）
- 3月12日 - 二井原実、シンガーソングライター、作曲家
- 3月12日 - ジョー・ランフト、アニメーター、声優（+ 2005年）
- 3月13日 - コロッケ、ものまねタレント
- 3月13日 - 増岡浩、ラリードライバー
- 3月14日 - 大内義昭、歌手、作曲家、音楽プロデューサー（+ 2015年）
- 3月14日 - マイク・パグリアルーロ、元プロ野球選手
- 3月14日 - カービー・パケット、元メジャーリーガー（+ 2006年）
- 3月15日 - 横峯良郎、実業家、ゴルフコーチ
- 3月18日 - マット・ウインタース、元プロ野球選手
- 3月18日 - 村田雄浩、俳優
- 3月19日 - 川端順、元プロ野球選手
- 3月20日 - マイク・ヤング、元プロ野球選手
- 3月21日 - アイルトン・セナ、F1ドライバー（+ 1994年）
- 3月22日 - 荻原修、元プロ野球選手
- 3月23日 - 城谷光俊、俳優
- 3月23日 - 多和田葉子、小説家
- 3月27日 - 上川誠二、元プロ野球選手
- 3月28日 - 安藤勝己、騎手
- 3月28日 - 石田衣良、作家
- 3月28日 - エリック＝エマニュエル・シュミット、劇作家
- 3月28日 - 濱口楠彦、騎手（+ 2013年）
- 3月29日 - 鶴ひろみ、声優、女優（+ 2017年[27]）
- 3月30日 - 高岡浩三、実業家
- 3月30日 - ダニエル・カール、タレント

### 4月
- 4月1日 - 森岡利行、脚本家、映画監督
- 4月2日 - 布施英利、批評家
- 4月3日 - 刈屋富士雄、元NHKアナウンサー、NHK解説委員
- 4月4日 - 深浦加奈子、女優（+ 2008年）
- 4月5日 - 谷口浩美、マラソン選手
- 4月6日 - 東利夫、元プロ野球選手
- 4月7日 - ジェームス・ダグラス、プロボクサー
- 4月7日 - ノルベルト・シュラム、フィギュアスケート選手
- 4月9日 - 西崎緑（西崎みどり）、歌手
- 4月9日 - 嶋田信敏、元プロ野球選手
- 4月9日 - 佐藤文彦、プロ野球選手
- 4月10日 - 葛川健司、プロ野球選手
- 4月11日 - 中島浩人、元プロ野球選手
- 4月11日 - 川野太郎、俳優
- 4月11日 - ジェレミー・クラークソン、モータージャーナリスト
- 4月12日 - 田中富生、元プロ野球選手
- 4月13日 - なかいま強、漫画家
- 4月14日 - 三代澤康司、フリーアナウンサー、元朝日放送アナウンサー
- 4月15日 - マイク・ディアズ、元プロ野球選手
- 4月16日 - ピエール・リトバルスキー、元サッカー選手
- 4月16日 - ラファエル・ベニテス、元サッカー選手、サッカー指導者
- 4月19日 - R・J・レイノルズ、元プロ野球選手
- 4月23日 - 藤田幸光、バレーボール選手、監督
- 4月24日 - 菊池正美、声優
- 4月24日 - 松井孝治、政治家
- 4月28日 - 辻元清美、政治家
- 4月28日 - マーク・ライアル、元プロ野球選手
- 4月28日 - トム・ブラウニング、メジャーリーガー
- 4月28日 - ワルテル・ゼンガ、元サッカー選手、サッカー指導者

### 5月
- 5月1日 - 上野賢了、京急百貨店社長
- 5月3日 - 真喜志康永、元プロ野球選手
- 5月3日 - シュテッフェン・シュライエルマッハー、作曲家・ピアニスト
- 5月5日 - 小野寺五典、政治家
- 5月5日 - 奥山一寸法師、実業家
- 5月5日 - 斎藤茂、音楽プロデューサー・ディスクジョッキー・独立系ラジオ局経営者
- 5月6日 - 高浪慶太郎、ミュージシャン、音楽プロデューサー（元ピチカート・ファイヴ）
- 5月6日 - 白武佳久、元プロ野球選手
- 5月7日 - 野沢尚、脚本家・推理作家（+ 2004年）
- 5月8日 - 天童荒太、小説家
- 5月8日 - フランコ・バレージ、元サッカー選手
- 5月9日 - トニー・グウィン、元メジャーリーガー（+ 2014年[28]）
- 5月10日 - ボノ、ロックミュージシャン（U2）
- 5月10日 - 斉藤浩行、元プロ野球選手
- 5月11日 - 松尾貴史、タレント
- 5月12日 - EPO、シンガーソングライター・セラピスト
- 5月15日 - 亜希いずみ、女優
- 5月16日 - 谷松浩之、プロ野球選手
- 5月17日 - 早川和夫、元プロ野球選手
- 5月18日 - ヤリ・クリ、アイスホッケー選手
- 5月18日 - ヤニック・ノア、テニス選手
- 5月21日 - 石川賢、元プロ野球選手
- 5月21日 - ケント・ハーベック、メジャーリーガー
- 5月22日 - 庵野秀明、映画監督・アニメーター
- 5月23日 - 佐藤秀明、元プロ野球選手（+ 2007年）
- 5月25日 - 堀広道、俳優
- 5月26日 - 石原慎一、俳優・声優・歌手
- 5月28日 - 水沼貴史、元プロサッカー選手（元日本代表）・サッカー指導者・サッカー解説者
- 5月31日 - 高橋忠一、プロ野球選手

### 6月
- 6月2日 - 神保美喜、女優・歌手
- 6月3日 - 右田一彦、元プロ野球選手
- 6月3日 - アネット・ペッチ、フィギュアスケート選手
- 6月5日 - 東ちづる、タレント
- 6月5日 - 遠藤誠一、元オウム真理教幹部 元死刑囚（+ 2018年）
- 6月6日 - スティーヴ・ヴァイ、ギタリスト
- 6月6日 - 小川史、元プロ野球選手
- 6月7日 - 荒木飛呂彦、漫画家
- 6月7日 - ジム・パチョレック、元プロ野球選手
- 6月7日 - 和田秀樹、精神科医・受験アドバイザー・教育評論家
- 6月9日 - 小池晃、政治家
- 6月9日 - 堀越真己、声優
- 6月10日 - 森下直人、前・ドリームステージエンターテインメント社長（+ 2003年）
- 6月11日 - 鈴木由美子、漫画家
- 6月12日 - イナダ、劇団イナダ組代表の演出家
- 6月13日 - 山田邦子、タレント
- 6月14日 - マイク・ラガ、元プロ野球選手
- 6月15日 - 金田進、元プロ野球選手
- 6月15日 - 永江孝子、政治家
- 6月17日 - 伊藤伸平、漫画家
- 6月18日 - 斉藤和、日本画家
- 6月20日 - 高橋孝英、AV監督
- 6月22日 - 石川広志、ミュージシャン
- 6月23日 - 高田みづえ、元歌手
- 6月24日 - 伊東潤、歴史小説作家、ノンフィクション作家
- 6月24日 - 犬童一心、映画監督
- 6月24日 - 岡野玲子、漫画家
- 6月24日 - 神長英一、アマチュア野球指導者
- 6月24日 - 篠田薫、声優
- 6月27日 - 青山正明、編集者、ライター（+ 2001年）
- 6月28日 - 福良淳一、元プロ野球選手
- 6月28日 - ジョン・エルウェイ、元アメリカンフットボール選手
- 6月30日 - 塀内夏子、漫画家

### 7月
- 7月1日 - 香山リカ、精神科医
- 7月1日 - 石井康嗣[29]、声優・ナレーター
- 7月1日 - 藤田恭一、ファッションデザイナー
- 7月2日 - 竹内薫、サイエンスライター
- 7月3日 - ジャック・ドウティー、元プロ野球選手
- 7月3日 - 鎮西孝彦、特定社会保険労務士、経営コンサルタント
- 7月3日 - 松本安司、野球選手
- 7月4日 - みず谷なおき、漫画家（+ 1999年）
- 7月4日 - 山本巧次、小説家、推理作家
- 7月4日 - 吉満寛人、俳優
- 7月4日 - ローランド・ラッツェンバーガー、元F1ドライバー（+ 1994年）
- 7月5日 - 戸城憲夫、ミュージシャン
- 7月5日 - ロバート・ワーゲンホッファー、フィギュアスケート選手（+ 1999年）
- 7月5日 - マイケル・レセッシー、調教師・競走馬生産者・馬主
- 7月6日 - 旭富士正也、大相撲第63代横綱
- 7月6日 - ハーマン・リベラ、元プロ野球選手
- 7月8日 - 西浦敏弘、プロ野球選手
- 7月8日 - 秋山博康、警察官
- 7月9日 - 浅野ゆう子、女優
- 7月11日 - こやま基夫、漫画家
- 7月11日 - 渋谷茂、声優
- 7月14日 - 小川文明、キーボーディスト（すかんち）（+ 2014年）
- 7月15日 - タナティップ・ウパティシン、外交官
- 7月16日 - 吉岡平、作家
- 7月17日 - 村岡耕一、元プロ野球選手
- 7月17日 - 野中万寿夫、ミュージカル俳優
- 7月18日 - 佐藤純一、元プロ野球選手
- 7月18日 - 大石直弘、プロ野球選手
- 7月19日 - ラウル・アマリージャ、元サッカー選手
- 7月19日 - 滝沢直己、ファッションデザイナー
- 7月20日 - マイク・ウィット、メジャーリーガー
- 7月21日 - 船越英一郎、俳優
- 7月21日 - 山田かまち、アーティスト（+ 1977年）
- 7月21日 - 水谷茂雄、元プロ野球選手
- 7月22日 - ジョン・オリヴァ、歌手、キーボーディスト
- 7月22日 - 中田考、イスラム法学者
- 7月23日 - 五十嵐博、電通代表取締役社長
- 7月23日 - 定岡徹久、元プロ野球選手
- 7月25日 - 片山圭司、歌手、作曲家、ボイストレーナー（元BLUEW、spAed）
- 7月26日 - 国沢道雄、プロ野球選手
- 7月27日 - 渡嘉敷勝男、元プロボクサー
- 7月27日 - 麻倉未稀、歌手
- 7月28日 - 高橋陽一、漫画家
- 7月29日 - 下村健一、アナウンサー
- 7月29日 - 前川たけし、漫画家
- 7月29日 - 大久保美智男、元プロ野球選手

### 8月
- 8月1日 - 津田恒実、元プロ野球選手（+ 1993年）
- 8月2日 - リンダ・フラチアニ、フィギュアスケート選手
- 8月2日 - セス・ロイド、機械工学研究者
- 8月3日 - 杉浦宏昭、調教師
- 8月3日 - 倉田邦房、元プロ野球選手
- 8月3日 - 西田真二、元プロ野球選手
- 8月4日 - ホセ・ルイス・ロドリゲス・サパテロ、スペイン首相
- 8月4日 - 川又米利、元プロ野球選手
- 8月4日 - 美保純、女優
- 8月4日 - 宮田佳典、陶芸家
- 8月6日 - 森脇浩司、元プロ野球選手
- 8月6日 - 柴原実、元プロ野球選手
- 8月8日 - 北天佑勝彦、元大相撲力士・大関、二十山親方（+ 2006年）
- 8月8日 - 新井素子、SF作家
- 8月9日 - 松下哲哉、運動生理
- 8月9日 - 桂雀々、落語家（+ 2024年）
- 8月10日 - 片渕須直、映画監督
- 8月10日 - アントニオ・バンデラス、俳優
- 8月11日 - 浦野REN、俳優（+ 2023年）
- 8月12日 - 角松敏生、シンガーソングライター
- 8月14日 - 工藤浩之、テレビディレクター、演出家、株式会社ケイマックス代表取締役社長
- 8月14日 - サラ・ブライトマン、歌手
- 8月15日 - サンプラザ中野くん、ミュージシャン（爆風スランプ）
- 8月15日 - 大野久、元プロ野球選手
- 8月15日 - 加藤宇章、彫刻家、アトリエぱお造形教育研究所代表
- 8月16日 - フランツ・ウェルザー＝メスト、指揮者
- 8月16日 - ティモシー・ハットン、俳優
- 8月17日 - ショーン・ペン、俳優
- 8月17日 - 岡本光、元プロ野球選手
- 8月18日 - 松本稔、高校野球指導者
- 8月19日 - 乃南アサ、小説家
- 8月20日 - 村井嘉浩、政治家、宮城県知事
- 8月21日 - 池田晶子、哲学者・文筆家（+ 2007年）
- 8月22日 - 内場勝則、お笑いタレント、吉本新喜劇元座長
- 8月22日 - 円城寺あや、女優
- 8月24日 - カル・リプケン・ジュニア、元メジャーリーガー
- 8月24日 - 小林伸二、サッカー指導者、元選手
- 8月24日 - 三池崇史、映画監督
- 8月26日 - ブランフォード・マルサリス、サックス奏者
- 8月27日 - 黒原祐二、元プロ野球選手
- 8月28日 - フリオ・セサル・ロメロ、元サッカー選手
- 8月28日 - エディ・ハンドコ、チェス選手（+ 2009年）
- 8月29日 - 渡辺多恵子、漫画家
- 8月31日 - 井上幸一、アニメーション制作会社サンライズ企画室室長

### 9月
- 9月2日 - レックス・ハドラー、元プロ野球選手
- 9月2日 - エリック・ディッカーソン、アメリカンフットボール選手
- 9月3日 - 野田聖子、政治家
- 9月4日 - 石井雅博、元プロ野球選手
- 9月4日 - 与座朝勝、プロ野球選手
- 9月5日 - ティム・バートサス、元プロ野球選手
- 9月5日 - 植村喜八郎、声優、俳優
- 9月6日 - 大江千里、シンガーソングライター
- 9月7日 - ウェイド・ロードン、元プロ野球選手
- 9月8日 - 紺野美沙子、女優・エッセイスト
- 9月8日 - 鈴木亜久里、レーシングドライバー
- 9月8日 - 高橋巨典、テレビ宮崎アナウンサー
- 9月8日 - 松井常松、ミュージシャン（元BOØWY）
- 9月8日 - エイミー・マン、歌手
- 9月9日 - ヒュー・グラント、俳優
- 9月9日 - アルビン・デービス、メジャーリーガー
- 9月11日 - 涼風真世、女優・歌手・声優
- 9月12日 - 羽岡邦男、心理学者
- 9月14日 - 浜田知明、元プロ野球選手
- 9月16日 - メル・ホール、元プロ野球選手
- 9月16日 - 園部啓一、声優
- 9月16日 - 龍崎孝、ジャーナリスト
- 9月16日 - ダン・ジェニングス、メジャーリーグ監督
- 9月17日 - デイモン・ヒル、レーシングドライバー
- 9月17日 - ジョン・フランコ、元メジャーリーガー
- 9月18日 - 水野透、お笑い芸人（リットン調査団）
- 9月19日 - 瀬上剛、歯科技工士
- 9月20日 - 玉井たけし、漫画家（+ 2004年）
- 9月20日 - 山口美江、キャスター・タレント（+ 2012年）
- 9月23日 - 酒井省吾、作曲家、編曲家
- 9月25日 - 久和ひとみ、アナウンサー（+ 2001年）
- 9月25日 - 多田かおる、漫画家（+ 1999年）
- 9月25日 - イーゴリ・ベラノフ、元サッカー選手
- 9月27日 - 松永浩美、元プロ野球選手
- 9月29日 - ロブ・ディアー、元プロ野球選手
- 9月30日 - 工藤幹夫、元プロ野球選手（+ 2016年）

### 10月
- 10月2日 - フロイド・カルドス[30]、シェフ（+ 2020年）
- 10月5日 - 黒木瞳、女優（元宝塚歌劇団月組主演娘役）
- 10月6日 - 広瀬さとし、ミュージシャン（44MAGNUM）
- 10月6日 - セルゲイ・ポノマレンコ、フィギュアスケート選手
- 10月6日 - 高橋徹、レーシングドライバー（+ 1983年）
- 10月7日 - 氷室京介、ミュージシャン（元BOØWY）
- 10月8日 - 岡﨑一明、オウム真理教元参幹部、元死刑囚（+ 2018年）
- 10月9日 - 福田和也、慶應義塾大学環境情報学部教授・文芸評論家
- 10月10日 - エリック・マーティン、歌手
- 10月12日 - 真田広之、俳優
- 10月13日 - 生瀬勝久、俳優
- 10月13日 - 橋爪淳、俳優
- 10月14日 - ビル・ベイス、元プロ野球選手
- 10月15日 - 関口朋幸、元プロ野球選手（+ 2000年）
- 10月18日 - ジャン＝クロード・ヴァン・ダム、俳優
- 10月19日 - 堀江淳、ミュージシャン
- 10月21日 - 千住明、作曲家・音楽プロデューサー
- 10月21日 - 久保恭久、野球選手
- 10月23日 - 佐藤正久、政治家
- 10月23日 - ウェイン・レイニー、モーターサイクルレーサー
- 10月23日 - 三沢またろう、パーカッショニスト
- 10月23日 - ランディ・パウシュ、計算機科学者
- 10月24日 - ヨアヒム・ヴィンケルホック、ドイツのレーシングドライバー
- 10月25日 - 吉田博之、元プロ野球選手
- 10月27日 - 田口智治、ミュージシャン、キーボード奏者（元C-C-B）
- 10月28日 - 福田己津央、アニメーション監督、演出家
- 10月30日 - リー・タネル、元プロ野球選手
- 10月30日 - 丸山一仁、プロ野球選手
- 10月30日 - ディエゴ・マラドーナ、元サッカー選手・サッカー指導者（+ 2020年[31]）
- 10月31日 - 齋藤孝、教育学者

### 11月
- 11月1日 - フェルナンド・バレンズエラ、元メジャーリーガー
- 11月2日 - ポール・マルティーニ、フィギュアスケート選手
- 11月3日 - カーチ・キライ、バレーボール選手
- 11月6日 - 中西親志、元プロ野球選手
- 11月9日 - 石田えり、女優
- 11月10日 - 川島なお美、女優（+ 2015年[32]）
- 11月11日 - ダンプ松本、格闘家・元女子プロレスラー
- 11月18日 - キム・ワイルド、歌手
- 11月19日 - 中博史、声優・俳優
- 11月19日 - マット・ソーラム、ドラマー
- 11月20日 - 坪田まり子（倉田まり子）、元歌手・女優
- 11月22日 - 加藤ひさし、ミュージシャン（THE COLLECTORS）
- 11月25日 - ジョン・フィッツジェラルド・ケネディ・ジュニア、ジョン・F・ケネディ米大統領の長男・政治雑誌編集長（+ 1999年）
- 11月25日 - 又野誠治、俳優（+ 2004年）
- 11月25日 - 南秀憲、元プロ野球選手
- 11月25日 - 西正文、野球選手
- 11月26日 - 山森雅文、元プロ野球選手
- 11月27日 - ユーリヤ・ティモシェンコ、ウクライナ首相
- 11月27日 - ステファン・フレイス、俳優
- 11月28日 - ジョン・ガリアーノ、ファッションデザイナー
- 11月29日 - ジル・ロマン、バレエダンサー
- 11月29日 - 野口裕美、元プロ野球選手
- 11月29日 - キャシー・モリアーティ、女優
- 11月29日 - ハワード・ジョンソン、メジャーリーガー
- 11月30日 - ゲーリー・リネカー、元サッカー選手

### 12月
- 12月3日 - ダリル・ハンナ、女優
- 12月3日 - ジュリアン・ムーア、女優
- 12月4日 - 野間美由紀、漫画家（+ 2020年[33]）
- 12月6日 - 勝谷誠彦、コラムニスト・写真家（+ 2018年[34][35]）
- 12月6日 - 琴椿克之、元大相撲力士
- 12月8日 - 吉田聡、漫画家
- 12月9日 - 南牟礼豊蔵、元プロ野球選手
- 12月9日 - フアン・サミュエル、MLB指導者、元メジャーリーガー
- 12月10日 - 佐藤浩市、俳優
- 12月11日 - 原江梨子、歌手
- 12月12日 - 安井邦彦、声優
- 12月12日 - 西村雅彦、俳優
- 12月13日 - ジョー・リノイエ、ミュージシャン
- 12月13日 - 加藤良治、プロ野球選手
- 12月14日 - 小山昭晴、元プロ野球選手（+ 2005年）
- 12月15日 - 金山晃士、プロ野球選手
- 12月16日 - 織作峰子、写真家
- 12月16日 - 桂木文、女優
- 12月16日 - 花乃湖健、元大相撲力士
- 12月17日 - TARAKO、声優・シンガーソングライター（+ 2024年）
- 12月18日 - 植草一秀、経済学者、経済評論家
- 12月20日 - 桑田茂、元プロ野球選手
- 12月20日 - キム・ギドク、映画監督、脚本家、映画プロデューサー（+ 2020年）
- 12月21日 - アンディ・バンスライク、メジャーリーガー
- 12月22日 - ジャン＝ミシェル・バスキア、画家（+ 1988年）
- 12月23日 - 綾辻行人、推理作家
- 12月23日 - いのまたむつみ、アニメーター・イラストレーター （+ 2024年）
- 12月23日 - 城之内ミサ、作曲家
- 12月23日 - 宮部みゆき、小説家
- 12月23日 - 川井一仁、F1ピットレポーター
- 12月24日 - 小野不由美、作家
- 12月25日 - 西澤保彦、推理作家
- 12月25日 - トーマス・オマリー、元プロ野球選手
- 12月25日 - タイ・ゲイニー、元プロ野球選手
- 12月26日 - 高槻真裕、作曲家・編曲家・プロデューサー
- 12月26日 - 金石昭人、元プロ野球選手
- 12月26日 - エスパー伊東、お笑い芸人・画家（+ 2024年）
- 12月27日 - 6代木村玉治郎、現役大相撲三役格行司
- 12月28日 - 渡部潤一、天文学者
- 12月28日 - 一ノ矢充、力士
- 12月29日 - 岸本加世子、女優
- 12月30日 - セーラ・ロウエル、タレント・モデル（+ 2011年）
- 12月31日 - 井上晃二、プロ野球選手

## 死去

### 1月
- 1月1日 - マーガレット・サラヴァン、女優（* 1909年）
- 1月4日 - アルベール・カミュ、小説家（* 1913年）
- 1月4日 - 風巻景次郎、国文学者（* 1902年）
- 1月5日 - パーヴェル・パレナゴ、天文学者（* 1906年）
- 1月7日 - ドロテア・ダグラス・チェンバース、テニス選手（* 1878年）
- 1月12日 - ネビル・シュート、小説家（* 1899年）
- 1月12日 - カルロス・ディサルリ、タンゴピアニスト（* 1903年）
- 1月17日 - クラーク・ゲーブル、俳優（* 1901年）
- 1月24日 - 火野葦平、作家（* 1906年）
- 1月24日 - エドヴィン・フィッシャー、ピアニスト（* 1886年）
- 1月25日 - ガブリール・チホフ、天文学者（* 1875年）

### 2月
- 2月2日 - 斎藤三郎、野球史と石川啄木の研究者（* 1895年）
- 2月6日 - ヌードルズ・ハーン、メジャーリーガー（* 1879年）
- 2月7日 - イーゴリ・クルチャトフ、物理学者（* 1903年）
- 2月8日 - 淵上白陽、写真家（* 1889年）
- 2月9日 - アレクサンドル・ベノワ、美術家・舞台デザイナー（* 1870年）
- 2月9日 - エルンスト・フォン・ドホナーニ、作曲家（* 1877年）
- 2月10日 - 鈴木憲久、経済学者（* 1889年）
- 2月14日 - 木村昌福、海軍軍人（* 1891年）
- 2月21日 - ジャック・ベッケル、映画監督（* 1906年）
- 2月28日 - 高木貞治、数学者（* 1875年）

### 3月
- 3月10日 - 瑛九、画家・版画家・写真家（* 1911年）
- 3月10日 - 石黒忠篤、農林官僚・農商相・参議院議員（* 1884年）
- 3月17日 - 藤原銀次郎、実業家・元商工大臣（* 1869年）
- 3月22日 - アンジェロ・クエスタ、指揮者 （* 1901年）
- 3月23日 - ジョルジュ・クロード、化学者・発明家（* 1870年）
- 3月26日 - 土州山役太郎、大相撲力士・元前頭筆頭（* 1888年）

### 4月
- 4月3日 - ノロドム・スラマリット、カンボジア王（* 1896年）
- 4月5日 - 林譲治、政治家、第41代衆議院議長（* 1889年）
- 4月8日 - アンリ・ギザン、第二次世界大戦時のスイス軍最高司令官（* 1874年）
- 4月17日 - 諸口十九、俳優（* 1891年）
- 4月17日 - エディ・コクラン、ロカビリーミュージシャン（* 1938年）
- 4月18日 - フランクリン・S・ハリス、農学者・宣教師（* 1884年）
- 4月23日 - 賀川豊彦、社会運動家・元貴族院議員（* 1888年）
- 4月24日 - マックス・フォン・ラウエ、物理学者（* 1879年）
- 4月25日 - 中島久万吉、実業家・元商工大臣（* 1873年）
- 4月25日 - アウグスト・コプフ、天文学者（* 1882年）
- 4月26日 - グスタフ・リンドブロム、陸上競技選手（* 1891年）

### 5月
- 5月6日 - 伊達信、俳優（* 1906年）
- 5月11日 - ジョン・D・ロックフェラー・ジュニア、実業家（* 1874年）
- 5月12日 - セシル・アームストロング・ギブズ、作曲家（* 1889年）
- 5月16日 - イーゴリ・グラーバリ、画家・美術修復家（* 1871年）
- 5月18日 - ヒューゴ・アルヴェーン、作曲家（* 1872年）
- 5月27日 - ジェームズ・モンゴメリー・フラッグ、画家・イラストレーター（* 1877年）
- 5月30日 - ボリス・パステルナーク、詩人・作家（* 1890年）

### 6月
- 6月6日 - 村松孝一、フルート製作者（* 1898年）
- 6月9日 - ユッシ・ビョルリング、テノール歌手（* 1911年）
- 6月10日 - 吉成武雄、プロ野球選手（* 1932年）
- 6月13日 - カール・セイファート、天文学者（* 1911年）
- 6月15日 - 樺美智子、安保闘争での死者として知られる東大生（* 1939年）
- 6月25日 - ウォルター・バーデ、天文学者（* 1893年）
- 6月27日 - ロッティ・ドッド、テニス選手（* 1871年）
- 6月27日 - 久留島武彦、児童文学者（* 1874年）

### 7月
- 7月14日 - モーリス・ド・ブロイ、物理学者（* 1875年）
- 7月15日 - 小牧健夫、ドイツ文学者・詩人（* 1882年）
- 7月15日 - ローレンス・ティベット、バリトン歌手（* 1896年）
- 7月18日 - 中村清二、物理学者（* 1869年）
- 7月21日 - 古茂田守介、洋画家（* 1918年）
- 7月27日 - ゲオルギ・キョセイヴァノフ、元ブルガリア首相（* 1884年）
- 7月27日 - ヴァーシャ・プシホダ、ヴァイオリニスト（* 1900年）

### 8月
- 8月6日 - 村井多嘉子、料理研究家（* 1880年）
- 8月10日 - オズワルド・ヴェブレン、数学者（* 1880年）
- 8月10日 - 両國勇治郎、大相撲力士・元関脇（* 1892年）
- 8月14日 - フレッド・クラーク、メジャーリーガー（* 1872年）
- 8月23日 - オスカー・ハマースタイン2世、ミュージカル作詞家・脚本家（* 1895年）
- 8月28日 - 犬養健、政治家（* 1896年）
- 8月29日 - ヴィッキイ・バウム、作家（* 1888年）

### 9月
- 9月2日 - 佐藤緑葉、小説家・翻訳家（* 1886年）
- 9月7日 - ヴィルヘルム・ピーク、ドイツ民主共和国初代大統領（* 1876年）
- 9月13日 - レオ・ヴェイネル、作曲家（* 1885年）
- 9月15日 - カルロス・パオレーラ、都市計画家（* 1890年）
- 9月20日 - イダ・ルビンシュタイン、バレリーナ（* 1885年）
- 9月21日 - フランク・エルモア・ロス、天文学者（* 1874年）
- 9月25日 - エミリー・ポスト、小説家・エッセイスト（* 1873年）
- 9月27日 - ヘルマン・ノール、哲学者・教育学者（* 1879年）

### 10月
- 10月5日 - アルフレッド・L・クローバー、文化人類学者（* 1876年）
- 10月12日 - 浅沼稲次郎、日本社会党委員長（* 1898年）
- 10月17日 - 中村富十郎 (4代目)、歌舞伎役者（* 1908年）
- 10月24日 - ミトロファン・ニェジェーリン、ソビエト連邦戦略ロケット軍初代総司令官（* 1902年）
- 10月29日 - ユハン・アンデショーン、地質学者・考古学者（* 1874年）

### 11月
- 11月2日 - ディミトリ・ミトロプーロス、指揮者（* 1896年）
- 11月2日 - 山口二矢、浅沼社会党委員長刺殺犯・右翼活動家（* 1943年）
- 11月2日 - エベレット・スコット、メジャーリーガー（* 1892年）
- 11月3日 - ハロルド・スペンサー＝ジョーンズ、天文学者（* 1890年）
- 11月3日 - ボビー・ウォレス、メジャーリーガー（* 1873年）
- 11月4日 - 山脇敏子、洋画家・服飾手芸家・教育者（* 1887年）
- 11月6日 - エーリヒ・レーダー、元ドイツ海軍元帥（* 1876年）
- 11月8日 - ジョージ・チップ、プロボクサー（* 1888年）
- 11月16日 - エミール・クーパー、指揮者（* 1877年）
- 11月16日 - クラーク・ゲーブル、映画俳優（* 1901年）
- 11月19日 - 吉井勇、歌人・脚本家（* 1886年）
- 11月20日 - 鈴木為次郎、囲碁棋士（* 1883年）
- 11月22日 - ニュウトン・メンドンサ、ボサノヴァピアニスト・作曲家（* 1927年）
- 11月28日 - 常ノ花寛市、大相撲第31代横綱（* 1896年）
- 11月28日 - リチャード・ライト、小説家（* 1908年）
- 11月29日 - フォルトゥナート・デペーロ、画家・デザイナー・彫刻家（* 1892年）

### 12月
- 12月4日 - 森美樹、俳優（* 1934年）
- 12月4日 - ワルター・ゲール、指揮者（* 1903年）
- 12月5日 - 岸上大作、歌人（* 1939年）
- 12月7日 - クララ・ハスキル、ピアニスト（* 1895年）
- 12月7日 - ワルター・ノダック、化学者（* 1893年）
- 12月8日 - 繁里栄、プロ野球選手（* 1916年）
- 12月9日 - ハイペリオン、競走馬（* 1930年）
- 12月17日 - 水谷長三郎、元商工大臣（* 1897年）
- 12月26日 - 和辻哲郎、思想家（* 1889年）
- 12月30日 - 芦乃家雁玉、漫才師（* 1894年）